# Тур Фиджи
Тур Фиджи (англ. Tour of Fiji) — шоссейная многодневная велогонка, проходящая по территории Фиджи с 2009 года.

## История
Гонка была создана в 2009 году.
В 2018 году вошла в созданный календарь Pacific Open Road and Mountain Bike Calendar который направлен на развитие велоспорта в Тихом океане.
Маршрут гонки проходит по территории крупнейшего острова страны Вити-Леву и практически всегда включает этап в формате индивидуальной гонки. Групповые этапы пересечённые протяжённостью в районе 100 км с суммарным набор высоты около 1000 метров и могут включать короткие подъёмы до высот 150 метров максимальный градиент на которых может достигать 15%.
Общая дистанция гонки составляет чуть меньше 250 км.
В первые годы проведения гонка длилась от двух до пяти дней, а в течение одного дня могло проводится по два этапа. С 2015 года стала длиться три дня в течение которых проводится три этапа.
В гонке помимо местных велогонщиков в основном участвуют представители Австралии и Новой Зеландии. Организатором выступает Федерация велоспорта Фиджи (Cycling Fiji).

## Призёры
| Год  | Победитель       | Второй           | Третий         |          |
| ---- | ---------------- | ---------------- | -------------- | -------- |
| 2009 | Лайонел Эванс    | Джоуп Тикотани   | Месака Ялидоле |          |
| 2010 | Кристиан Карлинг | Стив Тон         | Мапа Болеа     |          |
| 2011 | Гаэль Леопольд   | Кристиан Карлинг | Калеб Корой    |          |
| 2012 | Брайан Хеннесси  | Кристиан Карлинг |                |          |
| 2013 | Питер Хатчингс   | Мапа Болеа       | Калеб Корой    |          |
| 2014 | Шейн Миллер      | Стивен Лейн      | Энтони Наволо  |          |
| 2015 | Стюарт Джи       | Питер Хатчингс   | Джеймс Макканн |          |
| 2016 | Стивен Кэм       | Джордж Гвинн     | Джеймс Уолш    |          |
| 2017 | Стивен Кэм       | Джейсон Круз     | Пит Чемберлен  |          |
| 2018 | Александр Ивахов | Стивен Кэм       | Стюарт Джи     |          |
| 2019 | Фабьен Бенклер   | Кристоф Декато   | Стив Натли     |          |
| 2020 |                  |                  |                |          |
| 2021 | отменено         | отменено         | отменено       | отменено |
| 2022 |                  |                  |                |          |